# Distretto di Caja
Il distretto di Caja è uno degli otto distretti della  provincia di Acobamba, in Perù. Si trova nella regione di Huancavelica.